# Joselito (José Miguel Arroyo Delgado)
Pour les articles homonymes, voir Joselito.

José Miguel Arroyo Delgado dit « Joselito » est un matador espagnol, né le 1er mai 1969 à Madrid (Espagne).

## Présentation
Yves Harté présente ainsi  l’enfant torero:

« Quand on le vit pour la première fois dans une arène, il était encore dans la classe biberon de l’école taurine de Madrid. C’était un « Petit Chose », un gosse comme un chat de gouttière avec une mèche sur les yeux infiniment triste. Sa vie, jusqu’alors, aurait pu inspirer les meilleurs des mélos. »

L’enfance de Joselito est en effet triste. Orphelin élevé par sa grand-mère, il rêve de sortir de sa condition, et très tôt, il devient un becerriste remarqué à la fois pour ses dons exceptionnels et pour son « mutisme rageur. »
Il obtient son premier grand succès à Madrid dans les arènes de Las Ventas en 1986, lors de sa confirmation d’alternative. Très vite, le public découvre un torero d’un classicisme très pur (on le rapproche parfois de Paco Camino), à la fois artiste et courageux, avec des estocades nettes qui ne ratent pratiquement jamais. C’est un tueur remarquable. Joselito impressionne la profession.

## La Cornada de Espejo
Le 15 mai 1987 à Las Ventas, le taureau de l'élevage Penajara lui donne un coup de corne dans la gorge que l’on pense mortel. Joselito s’en tire avec une cicatrice impossible à effacer, d’où le nom de la cornada : celle que l’on voit toujours dans son miroir (espejo) et que pour cette raison, on ne peut oublier. Ceci n’enlève rien à son toreo qui s’affine au contraire, ni à son courage : il n’est pas rare de le voir toréer les six taureaux d’affilée de la même corrida. Très exigeant avec lui-même, il lui arrive souvent de demander qu’on arrête la musique qui l’accompagne, soit parce qu’il estime qu’il ne le mérite pas, soit parce que la musique dérange sa concentration.

## Une figura

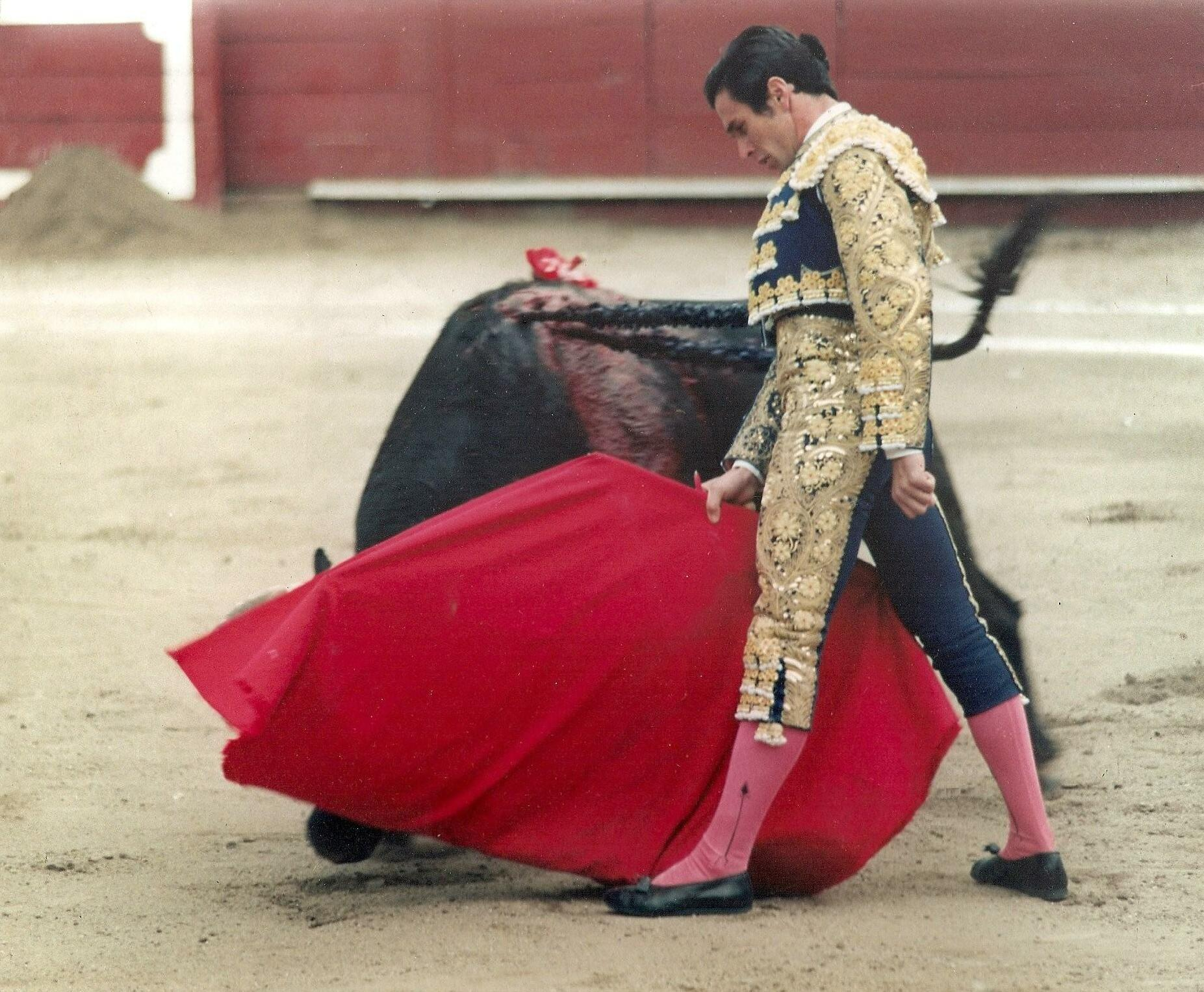
Trinchera de Joselito

À partir de 1989, Joselito accumule les triomphes. Il sort  a hombros de Las Ventas, Grenade, Alicante, Burgos, Barcelone, Malaga et Bilbao. En 1996 une « rivalité » amicale l’oppose à Enrique Ponce, sans doute plus publicitaire que réelle. Elle donne en tout cas lieu à de grands mano a mano notamment à Dax en 1997. Joselito est devenu une figura qui totalise cette année-là son plus grand nombre de corridas. 
À Nîmes le 17 mai 2002, un taureau de Domingo Hernandez lui brise le fémur. Handicapé par sa blessure, Joselito, après des mois de rééducation, revient dans le ruedo dès l’année suivante. Mais peu satisfait de son toreo, il met fin à sa carrière dès 2003. Il aura été une des figuras les plus marquantes des années 1990.

## Carrière
- Débuts en novillada sans picadors le 7 juin 1981 à Trujillo (Espagne, province de Cáceres).
- Débuts en novillada avec picadors à Lerma (Espagne, province de Burgos) le 8 septembre 1983 ; novillos de Don Salustiano Galache.
- Alternative à Malaga le 20 avril 1986 ; parrain Dámaso González, témoin Juan Mora ; taureaux de Don Carlos Núñez.
- Confirmation d’alternative à Madrid le 26 mai 1986 ; parrain Curro Romero, témoin Paco Ojeda
- Confirmation d’alternative à Mexico le 10 novembre 1991 ; parrain Mariano Ramos, témoin « Armillita Chico » ; taureaux de Santiago.
- 1995 : 75 corridas
- 1996 : 82 corridas
- 1998 : 73 corridas
- 2000 : 66 corridas
- 2001 : 61 corridas
- 2002 : 25 corridas
- 2003 : 53 corridas